# 土地利用、土地利用改變與林業
土地利用、土地利用改變與林業（英語：Land use, land-use change, and forestry，簡稱LULUCF），也稱林業與其他土地利用 (Forestry and other land use，簡稱FOLU)，被定義為“屬於溫室氣體清單中的一項，涵蓋直接由人類活動（例如建立定居點和用作商業用途、土地利用改變和林業活動）而造成的溫室氣體排放和二氧化碳移除。” 
LULUCF會對全球的碳循環產生影響，這類活動會增加或減少大氣中的二氧化碳（或僅以碳稱之），繼而影響到氣候。LULUCF是聯合國政府間氣候變化專門委員會 (IPCC) 所發佈兩份主要報告中的主題，但對此種現象的衡量並不容易。（p. 12）此外，土地利用對於生物多樣性會產生甚為重要的影響。
在談及氣候變化緩解這個主題，會牽涉另一個重要的用語（簡稱） - AFOLU，這個縮寫代表的是“農業、林業與其他土地利用（agriculture, forestry and other land use）”。:65

## 概念演進
《聯合國氣候變遷綱要公約》（UNFCCC）中第4（1）（a）條中要求所有締約方“制定、定期更新、公佈並向締約方大會提供”，包括“國家人為排放清單 - 依來源分類”，以及包括“未受《蒙特婁議定書》管制的溫室氣體經由各式碳匯清除的數量。”
根據UNFCCC的報告指南，締約方有六個部門必須報告人為溫室氣體排放：能源（包括運輸用能源及非運輸用能源）、工業製程、使用溶劑和其他產品、農業、廢棄物，以及土地利用、土地利用改變與林業 (LULUCF)。
《京都議定書 》（由締約方於1997簽訂，為UNFCCC的補充條款）中與LULUCF相關溫室氣體的排放核算和報告規則包含在UNFCCC的締約方會議所發佈的幾項決定中。
LULUCF是IPCC發佈兩份主要報告中的主題。
因此在《京都議定書》第3.3條，要求對植樹造林（在過去50年無森林處植樹）、林地復育（迄1989年12月31日，遭到森林砍伐或皆伐的森林，或是林地）和砍伐森林須都進行強制性LULUCF核算，以及（在第一個承諾期內）依據第3.4條為農田管理、放牧地管理、植被復育和森林管理（針對未根據第3.3條進行報告的部分）做自願性核算。
上述的決定設定規則，讓於京都議定書中簽署減排承諾的締約方（於附件1列名的締約方）該如何核算因LULUCF而導致的碳儲量變化。附件1締約方必須核算砍伐森林、林地復育和植樹造林而產生的碳儲量變化（第3.3條），並自願核算因森林管理、農田管理、放牧地管理和植被復育而產生的排放（第3.4條)。

## 造成的氣候影響

非營利性研究組織世界資源研究所發佈，公元2000年全球各國人均溫室氣體排放（包括由土地利用變化產生者）。

土地利用變化是導致大氣中二氧化碳濃度發生改變的因素，因此是導致全球氣候變化的因素。IPCC估計由於土地利用變化（例如將森林轉變為農牧業用地），而造成每年向大氣排放淨1.6 ± 0.8吉噸（Gt，10億公噸）碳。而目前二氧化碳的主要來源，是來自燃燒化石燃料和生產水泥的排放，每年排放的碳量為6.3 ± 0.6吉噸。
成立於2001年的全球碳計畫於2021年發佈估計，全球於2011-2020年期間，每年因土地利用變化所發生的二氧化碳排放量為4.1 ± 2.6吉噸（二氧化碳與碳有區別，1吉噸碳 = 3.67吉噸二氧化碳）。
根據《巴黎協定》而將全球變暖的升溫程度限制在2°C（3.6°F）以內，對由土地利用變化而產生的二氧化碳進行管理就變得十分重要。 
土地利用變化對氣候的影響也越來越受氣候建模研究的重視。在區域或地方尺度上，LUC的影響可透過區域氣候模型（RCM）進行評估，但有其難度，特別是對於既有，難以預測的變量，例如降水量。為此，以RCM總體模擬方式進行會有較佳的結果。

## 影響範圍

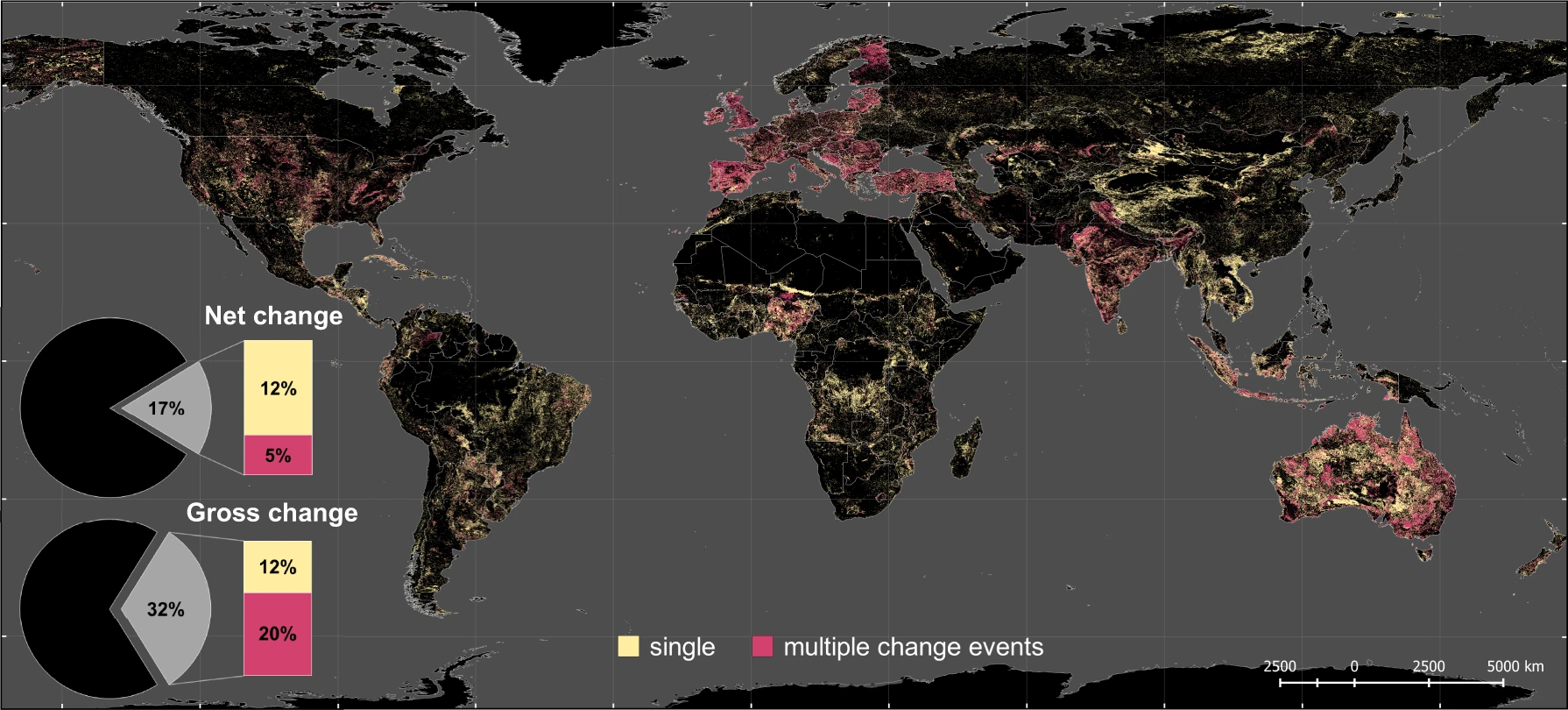
針對世界6大土地利用/披覆種類（城市地區、農田、放牧地、森林、未管理草地/灌木叢以及無/稀疏植被地），受單一或是多重土地變化影響的土地比例（期間1960-2019年）。

一項於2021年所做的研究估計，根據更高分辨率的數據，全球在1960年至2019年期間因為土地利用變化而有17%的土地受到影響，或是把多重變化事件列入考慮時，受影響的土地再增加32%，較之前的估計“大約增加3倍”。他們還調查其中的驅動因素，並確定國際貿易是對全球農業造成影響的主要因素。 

## 為森林建立電腦模型
傳統上會利用地球系統進行電腦模擬以分析森林，而進行氣候預測。但近年來已從這種建模轉向做更多的氣候變化緩解和氣候變化調適預測。進行這類預測可讓研究人員更能充分了解未來應該採用哪些森林管理的做法。此外，這種新的建模還可進行土地管理做法的分析。此類土地管理做法可包括：森林採伐、樹種選擇、放牧和作物收割。
實施這些土地管理做法是為了解它們對森林的生物物理和生物地球化學影響。雖然目前仍存在知識差距的問題，但近日已逐漸出現各式研究報告，顯示知識差距可逐漸縮減，並最終對於氣候變化的減緩以及調適做出貢獻。

## 外部連結
- Land Use, Land-Use Change and Forestry (LULUCF) （页面存档备份，存于） at UNFCCC
- IPCC Special Report on Land Use, Land-Use Change, and Forestry （页面存档备份，存于）